# Заднево (Вындиноостровское сельское поселение)
За́днево — деревня в Вындиноостровском сельском поселении Волховского района Ленинградской области.

## История
На карте Санкт-Петербургской губернии Ф. Ф. Шуберта 1834 года упоминается деревня Заднево.

ЗАДНЕВО — деревня принадлежит Казённому ведомству, число жителей по ревизии: 22 м. п., 37 ж. п. (1838 год)

Деревня Заднево отмечена на карте профессора С. С. Куторги 1852 года.

ЗАДНЕВО — деревня Ведомства государственного имущества, по просёлочной дороге, число дворов — 9, число душ — 25 м. п. (1856 год)

ЗАДНЕВО — деревня казённая при колодцах, число дворов — 9, число жителей: 27 м. п., 24 ж. п.; Часовня православная. (1862 год)

В конце XIX века деревня административно относилась к Михайловской волости 1-го стана Новоладожского уезда Санкт-Петербургской губернии, в начале XX века — 2-го стана.

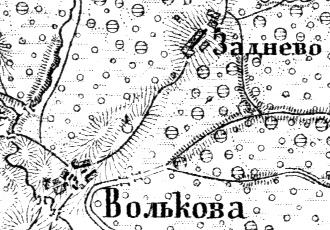
Деревни Заднево и Вольково на карте 1915 года

В 1917 году деревня входила в состав Вольковского сельсовета.
С 1919 года — в составе Пролетарской волости.
С 1923 года в составе Чернецкого сельсовета Пролетарской волости Волховского уезда.
С 1924 года — вновь в составе Вольковского сельсовета.
Согласно данным переписи населения СССР 1926 года в деревне Заднево Вольковского сельсовета Пролетарской волости Волховского уезда проживали 86 человек — все русские.
С 1927 года в составе Волховского района.
В 1928 году население деревни Заднево составляло 87 человек.
По данным 1933 года деревня Заднево входила в состав Вольковского сельсовета Волховского района.

План деревни Заднево. 1941 год

Согласно топографической карте РККА 1941 года деревня насчитывала 17 дворов.
В 1958 году население деревни Заднево составляло 19 человек.
С 1960 года — в составе Волховского сельсовета.
По данным 1966, 1973 и 1990 годов деревня Заднево входила в состав Волховского сельсовета.
В 1997 году в деревне Заднево Вындиноостровской волости проживали 4 человека, в 2002 году — также 4 человека (все русские).
В 2007 году в деревне Заднево Вындиноостровского СП — также 4.

## География
Деревня расположена в юго-западной части района к северу от деревни Вольково на автодороге 41К-396 (Заднево — Хотово).
Расстояние до административного центра поселения — 21 км.
Расстояние до ближайшей железнодорожной станции Пупышево — 7 км.
К западу от деревни протекает река Чаженка.

## Демография
| 1862 | 2002 | 2007 | 2010 | 2017 |
| ---- | ---- | ---- | ---- | ---- |
| 51   | ↘4   | →4   | ↘3   | ↗4   |

### Национальный состав
Согласно данным Всероссийской переписи населения 2021 года в деревне проживали 4 человека, все русские.